# Dumont
Dumont é um município brasileiro do estado de São Paulo, localizado na Região Metropolitana de Ribeirão Preto, com distância de cerca de 20 km da metrópole. Localiza-se a uma latitude 21º14'11" sul e a uma longitude 47º58'24" oeste, estando a uma altitude de 595 metros. Sua população estimada em 2024 era de 9 719 habitantes. Está situado a 18 km de Ribeirão Preto e a 14,7 km de Sertãozinho.

## História
O município se formou da antiga Fazenda Arindeúva, de 1.200 hectares, comprada por Henrique Dumont, genitor de Alberto Santos Dumont, o Pai da Aviação, e transformada em fazenda modelo para produção de café. Naquela época, essa fazenda encontrava-se em território de Ribeirão Preto – só vai se transformar em distrito de Ribeirão Preto em 1948 (e a emancipação ocorre em 1964). O imóvel que servira de sede para a fazenda é hoje utilizada como paço municipal.

## Demografia

### População
| Crescimento populacional                             | Crescimento populacional | Crescimento populacional | Crescimento populacional |
| Ano                                                  | População Total          |                          | %±                       |
| ---------------------------------------------------- | ------------------------ | ------------------------ | ------------------------ |
| 1970                                                 | 3 054                    |                          | —                        |
| 1980                                                 | 3 311                    |                          | 8,4%                     |
| 1991                                                 | 4 980                    |                          | 50,4%                    |
| 2000                                                 | 6 307                    |                          | 26,6%                    |
| 2010                                                 | 8 143                    |                          | 29,1%                    |
| 2022                                                 | 9 471                    |                          | 16,3%                    |
| Est. 2024                                            | 9 719                    | [ 6 ]                    | 2,6%                     |
| Fontes: Censos Demográficos IBGE e Estimativas SEADE |                          |                          |                          |

### Dados demográficos
Dados do Censo/IBGE - 2010
População Total: 8.143
- Urbana: 7.854
- Rural: 289
  - Homens: 4.096
  - Mulheres: 4.047

Densidade demográfica (hab./km²): 56,92
Mortalidade infantil até 1 ano (por mil): 13,27
Expectativa de vida (anos): 72,67
Taxa de fecundidade (filhos por mulher): 2,11
Taxa de Alfabetização: 90,44%
Índice de Desenvolvimento Humano (IDH-M): 0,802 -_-
- IDH-M Renda: 0,742
- IDH-M Longevidade: 0,794
- IDH-M Educação: 0,871

(Fonte: IPEADATA)

## Geografia
Possui uma área de 110,866 km².

### Distâncias
- Sertãozinho: 14,7 km
- Ribeirão Preto: 18 km
- Pradópolis: 18 km
- Guariba: 40 km
- Jaboticabal: 50 km
- Batatais: 65 km
- Franca: 110 km
- São Paulo: 330 km
- Brasília: 715 km
- Rio de Janeiro: 731 km

### Hidrografia
- Ribeirão da Onça

### Rodovias
- SP-291

## Infraestrutura

### Comunicações
O sistema de telefones automáticos foi inaugurado na cidade em 1979 pela Telecomunicações de São Paulo (TELESP), que também implantou o sistema de discagem direta à distância (DDD) em 1982 com o código de área (016), para padronização com o sistema telefônico das regiões de Ribeirão Preto e Franca.

## Administração

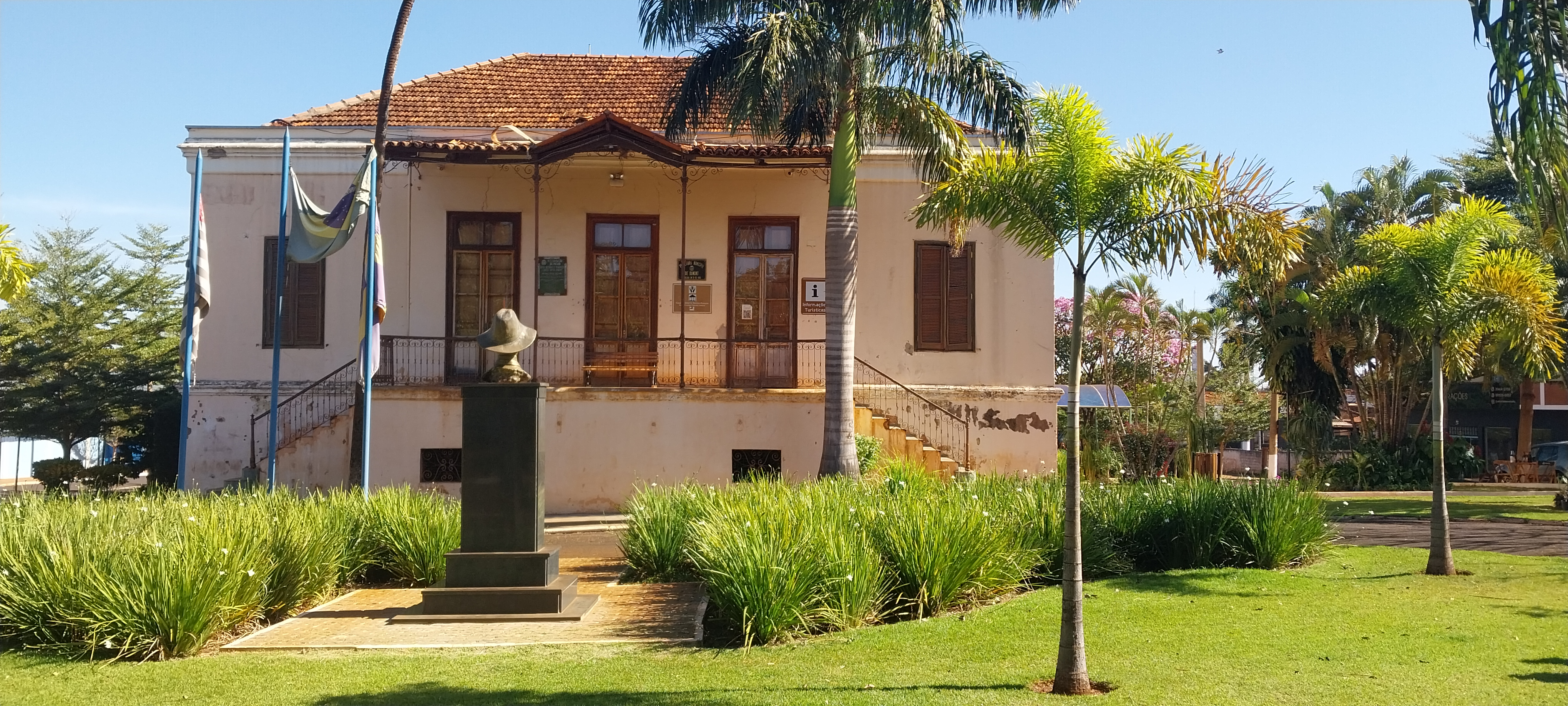
Sede da Prefeitura de Dumont

- Prefeito: Ernesto Bettiol (1988/1992)
- Vice-prefeito: Antonio Roque Balsamo
- Prefeito: Antonio Roque Balsamo (1992/1996)
- Vice-prefeito: Exupério de Souza Marques
- Prefeito: Eduardo Luiz Lorenzato (1996/2000)
- Vice-prefeito: Pedro Egnaldo Diana
- Prefeito: Antonio Roque Balsamo (2000/2004)
- Vice-prefeito: Exupério de Souza Marques
- Prefeito: Antonio Roque Balsamo (2004/2008)
- Vice-prefeito: Exupério de Souza Marques
- Prefeito: Adelino da Silva Carneiro (2009/2012)
- Vice-prefeito: Rosiane Marin Fernandes Dias
- Prefeito: Adelino da Silva Carneiro (2013/2016)
- Vice-prefeito: Rosiane Marin Fernandes Dias
- Prefeito: Alan Francisco Ferracini (2017/2024)
- Vice-Prefeito: Exuperio de Souza Maques
- Prefeito: Rogerson Aparecido Burjalon Ruiz (2025/2028)
- Vice-prefeito: Nazareno Fabio Neto

Fonte: https://web.archive.org/web/20120908073932/http://www.seade.gov.br/index.php

## Economia
Dentre as atividades econômicas do município, as que mais se destacam são a lavoura de cana-de-açúcar e as indústrias de diversos segmentos.
Dumont está despontando como um grande polo industrial do interior de São Paulo. Podemos citar algumas empresas de grande porte, que estão localizadas no município, tais como:
- CAP Agroindustrial;
- Doces Balsamo;
- Rio Alimentos;
- KBM Dumont, fabricante de equipamentos agrícolas esta investindo R$ 5 milhões em uma nova fábrica na cidade. Com 22 mil metros quadrados, e 10 mil m² de área construída, a planta industrial deverá entrar em funcionamento em dezembro de 2012, gerando 25 novos empregos, totalizando 50 empregos diretos.[13]

## Religião
O Cristianismo se faz presente na cidade da seguinte forma:

### Igreja Católica
- A igreja faz parte da Arquidiocese de Ribeirão Preto.[15]

### Igrejas Evangélicas
- Assembleia de Deus Ministério do Belém.[16][17]
- Congregação Cristã no Brasil.[18]